# Bahnhof Uitgeest
Der Bahnhof Uitgeest liegt am westlichen Rand der niederländischen Stadt Uitgeest. Der Bahnhof wird täglich von 4496 Personen (2024) genutzt. Er ist ein zentraler Knotenpunkt im städtischen ÖPNV. Am Bahnhof verkehren nationale Regionalzüge.

## Geschichte
Der Bahnhof wurde am 1. Mai 1867 mit dem Abschnitt Alkmaar-Uitgeest der Bahnstrecke Nieuwediep–Amsterdam eröffnet. Zur gleichen Zeit wurde auch die Verbindung nach Haarlem eröffnet. Die Station wurde 2006 komplett umgebaut.

## Streckenverbindungen
Im Jahresfahrplan 2022 bedienen folgende Linien den Bahnhof Uitgeest:
| Zugtyp   | Linienverlauf | Frequenz |
| -------- | --- | --- |
| Sprinter | Uitgeest – Zaandam – Amsterdam Centraal – Breukelen – Woerden – Gouda – Rotterdam Centraal                       | halbstündlich                                                                                                  |
| Sprinter | Amsterdam Centraal – Haarlem – Uitgeest – Alkmaar – Hoorn                                                        | halbstündlich                                                                                                  |
| Sprinter | Uitgeest – Zaandam – Amsterdam Centraal – Breukelen – Utrecht Centraal – Driebergen-Zeist (– Veenendaal Centrum) | halbstündlich (fährt nicht nach 20 Uhr; fährt nur in der HVZ zwischen Driebergen-Zeist und Veenendaal Centrum) |